# 14815 Rutberg
14815 Rutberg este un asteroid din centura principală de asteroizi.

## Descriere
14815 Rutberg este un asteroid din centura principală de asteroizi. A fost descoperit pe 7 octombrie 1981 la Observatorul de Astrofizică din Crimeea de Tamara Smirnova. El prezintă o orbită caracterizată de o semiaxă mare de 2,20 ua, o excentricitate de 0,24 și o înclinație de 4,5° în raport cu ecliptica.